# Mucuri
Mucuri est une ville brésilienne du sud-est de l'État de Bahia. Elle se situe à une altitude de 7 mètres, en bordure de l'Océan Atlantique. Sa population était estimée à 36 043 habitants en 2010. La municipalité s'étend sur 1 775 km2.

## Maires
| Période | Période | Identité                     | Étiquette | Qualité |
| ------- | ------- | ---------------------------- | --------- | ------- |
| 2009    | 2012    | Paulo Alexandre Matos Griffo | PSDB      |         |